# Christofer Johnsson

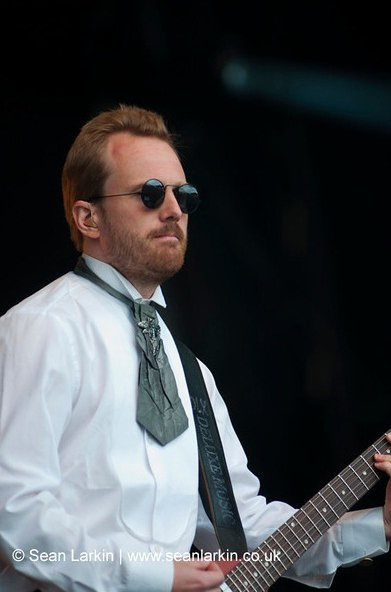
Christofer Johnsson

Christofer Johnsson (Stockholm, 10 augustus 1972) is een Zweedse muzikant. Hij is de oprichter en gitarist van de symfonische metalband Therion, en heeft gespeeld in Carbonized, Liers in Wait, Messiah en Demonoid. Hij is lid van de magische orde Dragon Rouge. Op 21 Maart 2006 maakte hij bekend dat hij niet langer zou zingen voor Therion. Hij blijft natuurlijk wel gitaar spelen voor de band, en schrijft nog steeds de meeste muziek.

## Invloeden
In zijn kindertijd luisterde hij graag naar klassieke muziek, en hij luisterde geleidelijk aan meer en meer naar zijn vaders rock van de jaren 50 en 60. De muziek van de radio in zijn kindertijd bevatte over het algemeen veel strings en violen, en alhoewel hij het meeste daarvan niet leuk vond, heeft het hem wel beïnvloed. Op zevenjarige leeftijd hoorde hij zijn eerste progressive rock nummer als thema van een Noorse kinder-tv-show. Op negenjarige leeftijd begon hij te luisteren naar de Beatles, welke in sommige nummers ook strings bevatte. Op elfjarige leeftijd sloeg hij een iets andere route in qua muzikale voorkeur toen hij naar metalbands als Judas Priest, Iron Maiden, Venom etc. begon te luisteren. Toen hij veertien was begon hij te luisteren naar wat rauwere bands, als Metallica, Slayer, Anthrax en met name Celtic Frost.
- Gemeinsame Normdatei: 135102820
- International Standard Name Identifier: 0000 0003 7193 8517
- MusicBrainz: 2b121d6e-d58b-4a67-9bcc-be72ddea9537
- Nationale Bibliotheek van Tsjechië: xx0098277
- Virtual International Authority File: 90620823